# Perizoma curvisignata
Perizoma curvisignata är en fjärilsart som beskrevs av W. Warren 1909. Perizoma curvisignata ingår i släktet Perizoma och familjen mätare. Inga underarter finns listade i Catalogue of Life.